# Code42
Code42是一家美国软件公司，专注于开发CrashPlan备份软件及服务套件。
客户每月支付订阅费购买CrashPlan小型企业或大型企业套餐，即可将自己的数据备份到云端。CrashPlan的价格、功能全面性和用户界面在早期评测中受到好评，不过首次大规模备份的速度较慢。
公司曾提供面向家庭用户的产品，但该产品自2017年8月起已停产，自此仅面向商业用户提供付费计划。
Code42曾开展过一个Facebook风格的桌面应用程序制作计划，但最终致力于在线储存元素，并于2007年发布CrashPlan。公司于2012年筹资5250万美元。

## 历史
Code42创立之初是一家IT咨询公司，2001年由Matthew Dornquast、Brian Bispala和Mitch Coopet。公司名称是为纪念编撰了《银河系漫游指南》的英国作家道格拉斯·亚当斯，他于当年去世，在书中“42”是“生命，宇宙及万物”的“终极问题”的答案。
Code42的第一个项目包括在2002年重新设计的Sun Country Airlines网站，一个塔吉特百货公司的项目，以及Midwest Airlines的票务预订引擎。IT服务业务的收入资助产品创意达六年之久。
公司在2006年计划创建一个类似Facebook的桌面应用程序，但该项目的规模太大且不切实际。Code42最终于2007年创造CrashPlan，并专注于在线存储元素的应用程序。
2011年6月，Code42收购了位于明尼阿波利斯的移动应用开发公司Recursive Awesome LLC，以支撑其在移动设备上的软件。Recursive的员工被转移到其明尼阿波利斯总部，并在之后扩建了10000平方英尺的办公室。
2012年，Code42筹集了5250万美元的资金。该资金是Accel Partners为大数据公司创设的1亿美元资金池中分配的第一笔资金 
2015年中期，前Eloqua首席执行官Joe Payne接任联合创始人Matthew Dornquast担任首席执行官。2015年10月，该公司再次筹集了8500万美元资金。
2017年8月22日，Code42宣布将于2018年10月关闭CrashPlan家庭版。他们不再接受新订阅，现有订阅将保留至现有订阅期结束，然后将清除备份。原有家庭用户套餐被以前的PRO套餐取代，后者以商业用户为重点，尽管仍可以用于私人目的。新产品不支持备份到朋友/家人，该公司解释说：“随着我们将业务策略转移到仅专注于企业和小型企业部门，因此您有两个不错的选项，可以继续获得最佳的备份解决方案。”

## Business
截至2011年4月，Code42软件的收入80%来自企业客户。其余大部分来自消费者，还有一小部分来自服务提供商合作伙伴。Code42自成立以来每年均盈利。收入从2008年的140万美元增长到2010年的1146万美元、2011年的1850万美元。
截至2012年，该公司已备份100PB数据，每天处理1000亿个文件。

## 文件备份和分享服务

### 消费者服务
自2017年8月22日起，Code42停止向一般消费者提供付费计划的订购和延期，专注于企业服务。